# Чемпіонат світу з футболу 2002 (кваліфікаційний раунд)
199 країн подали заявки на участь в чемпіонаті світу з футболу 2002 року, претендуючи на 32 місця у фінальному турнірі. Південна Корея і Японія (господарі чемпіонату), а також Франція (чемпіон світу) отримали путівки автоматично, а інші 29 місць були розіграні у відбірковому турнірі.
32 путівки у фінальний турнір чемпіонату світу 2002 року були розподілені по континентальним зонам:
- Європа (УЄФА): 14,5 місця, 1 з яких автоматично отримала Франція, а інші 13,5 місць були розіграні 50 збірними. Власник 0,5 путівки грав стикові матчі із збірної АФК.
- Південна Америка (КОНМЕБОЛ): 4,5 місця, розіграні 10 збірними. Власник 0,5 путівки грав стиковой матч зі збірною  ОФК.
- Північна, Центральна Америка і Кариби (КОНКАКАФ): 3 місця, розіграні 35 збірними.
- Африка (КАФ): 5 місць, розіграні 51 збірною.
- Азія (АФК): 4,5 місць, 2 з яких автоматично отримали Південна Корея і Японія, а інші 2,5 були розіграні 40 збірними. Власник 0,5 путівки грав стиковий матч зі збірною УЄФА.
- Океанія (ОФК): 0,5 місць, розіграні 10 країнами. Власник 0,5 путівки грав стиковий матч зі збірною КОНМЕБОЛ.

193 країни зіграли у відбірковому турнірі 777 ігор, забивши 2452 м'яча (в середньому 3,16 голів за матч).

## Континентальні зони
- Європа (УЄФА)

Група 1 —  Росія отримала путівку.  Словенія вийшла в стикові матчі УЄФА.
Група 2 —  Португалія отримала путівку.  Ірландія вийшла в стиковий матч УЄФА/АФК.
Група 3 —  Данія отримала путівку.  Чехія вийшла в стикові матчі УЄФА.
Група 4 —  Швеція отримала путівку.  Туреччина вийшла в стикові матчі УЄФА.
Група 5 —  Польща отримала путівку.  Україна вийшла в стикові матчі УЄФА.
Група 6 —  Хорватія отримала путівку.  Бельгія вийшла в стикові матчі УЄФА.
Група 7 —  Іспанія отримала путівку.  Австрія вийшла в стикові матчі УЄФА.
Група 8 —  Італія отримала путівку.  Румунія вийшла в стикові матчі УЄФА.
Група 9 —  Англія отримала путівку.  Німеччина вийшла в стикові матчі УЄФА.
Стикові матчі
| Команда 1 | Заг. | Команда 2 | 1-й матч | 2-й матч |
| --------- | ---- | --------- | -------- | -------- |
| Бельгія   | 2:0  | Чехія     | 1:0      | 1:0      |
| Україна   | 2:5  | Німеччина | 1:1      | 1:4      |
| Словенія  | 3:2  | Румунія   | 2:1      | 1:1      |
| Австрія   | 0:6  | Туреччина | 0:1      | 0:5      |

За підсумками стикових матчів путівки отримали  Бельгія,  Німеччина,  Словенія та  Туреччина.
- Південна Америка (КОНМЕБОЛ)

 Аргентина,  Еквадор,  Бразилія и  Парагвай отримали путівки у фінальну частину чемпіонату світу.  Уругвай мусив пройти стиковий матч КОНМЕБОЛ/ОФК.
- Північна Америка (КОНКАКАФ)

 Коста-Рика,  Мексика и  США отримали путівки на чемпіонат світу.
- Африка (КАФ)

Група 1 —  Камерун отримав путівку.
Група 2 —  Нігерія отримала путівку.
Група 3 —  Сенегал отримав путівку.
Група 4 —  Туніс отримав путівку.
Група 5 —  ПАР отримала путівку.
- Азія (АФК)

Група A —  Саудівська Аравія отримала путівку.  Іран пройшов до стикових матчів АФК.
Група B —  Китай отримав путівку.  ОАЕ пройшли до стикових матчів АФК.
Стикові Матчі
 Іран здолав  ОАЕ та вийшов у стиковий матч УЄФА/АФК.
- Океанія (ОФК)

 Австралія вийшла в стиковий матч КОНМЕБОЛ/ОФК.

## Міжконтинентальні стикові матчі

### КОНМЕБОЛ/ОФК
| 20 листопада 2001 20:15 UTC+11 |

| Австралія           | 1 – 0 | Уругвай |
| ------------------- | ----- | ------- |
| Мускат 78' ((пен.)) |       |         |

| Melbourne Cricket Ground, Мельбурн Глядачів: 84 656 |

| 25 листопада 2001 16:00 UTC-2 |

| Уругвай                     | 3 – 0 | Австралія |
| --------------------------- | ----- | --------- |
| Сільва 14' Моралес 70', 90' |       |           |

| Сентенаріо, Монтевідео Глядачів: 62 000 |

 Уругвай отримав путівку за сумою двох матчів (3-1).

### УЄФА/АФК
| 10 листопада 2001 16:00 UTC |

| Ірландія         | 2 – 0 | Іран |
| ---------------- | ----- | ---- |
| Харт 44' Кін 50' |       |      |

| Ленсдаун Роуд, Дублін Глядачів: 36 538 |

| 15 листопада 2001 16:00 UTC+3:30 |

| Іран             | 1 – 0 | Ірландія |
| ---------------- | ----- | -------- |
| Голмохаммаді 90' |       |          |

| Азаді, Тегеран Глядачів: 100 000 |

 Ірландія отримала путівку за сумою двох матчів (2-1).

## Країни-фіналісти
| Країна              | Фіналів | Підряд | Останній фінал |
| ------------------- | ------- | ------ | -------------- |
| Аргентина           | 13й     | 8      | 1998           |
| Бельгія             | 11й     | 6      | 1998           |
| Бразилія            | 17й     | 17     | 1998           |
| Камерун             | 5й      | 4      | 1998           |
| Китай               | 1й      | 1      | -              |
| Коста-Рика          | 2й      | 1      | 1990           |
| Хорватія            | 2й      | 2      | 1998           |
| Данія               | 3й      | 2      | 1998           |
| Еквадор             | 1й      | 1      | -              |
| Англія              | 11й     | 2      | 1998           |
| Франція (ЧС)        | 11й     | 2      | 1998           |
| Німеччина           | 15й(1)  | 13(1)  | 1998           |
| Італія              | 15й     | 11     | 1998           |
| Японія (КГ)         | 2й      | 2      | 1998           |
| Південна Корея (КГ) | 6й      | 5      | 1998           |
| Мексика             | 12й     | 3      | 1998           |
| Нігерія             | 3й      | 3      | 1998           |
| Парагвай            | 6й      | 2      | 1998           |
| Польща              | 6й      | 1      | 1986           |
| Португалія          | 3й      | 1      | 1986           |
| Ірландія            | 3й      | 1      | 1994           |
| Росія               | 2й(2)   | 1      | 1994           |
| Саудівська Аравія   | 3й      | 3      | 1998           |
| Сенегал             | 1й      | 1      | -              |
| Словенія            | 1й      | 1      | -              |
| ПАР                 | 2й      | 2      | 1998           |
| Іспанія             | 11й     | 7      | 1998           |
| Швеція              | 10й     | 1      | 1994           |
| Туніс               | 3й      | 2      | 1998           |
| Туреччина           | 2й      | 1      | 1954           |
| США                 | 7й      | 4      | 1998           |
| Уругвай             | 10й     | 1      | 1990           |

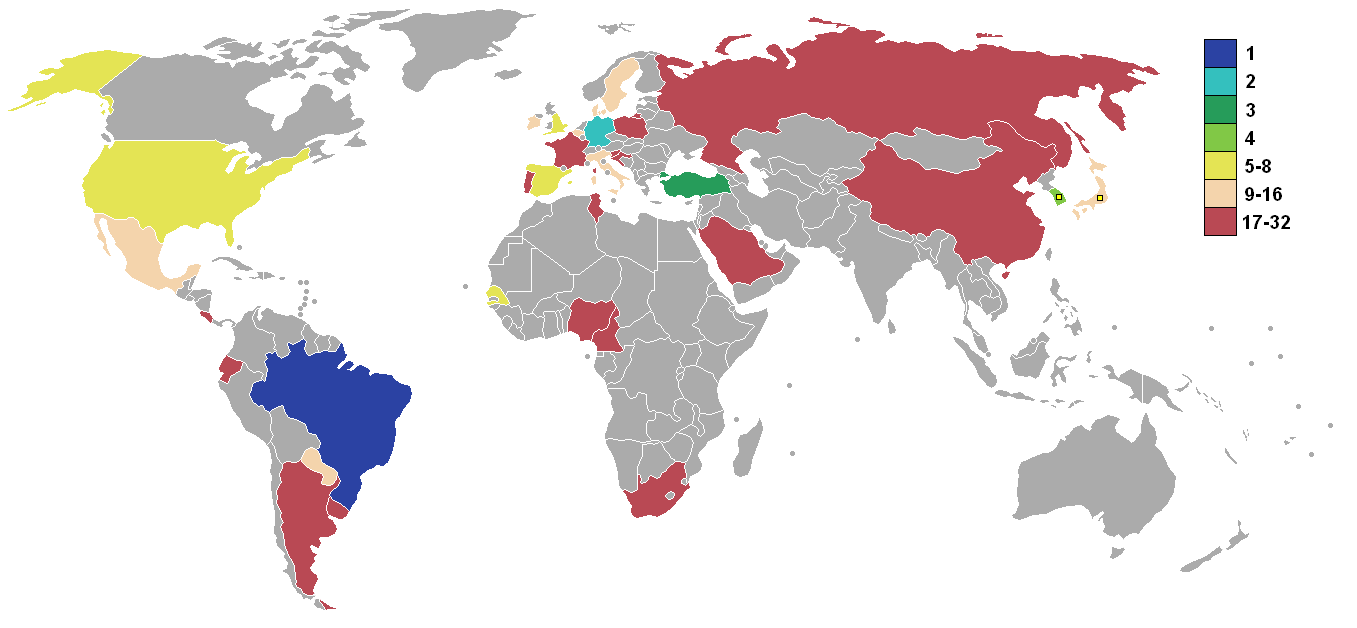
Країни-фіналісти

(КГ) — отримали путівку автоматично, як країни-господарі
(ЧС) — отримала путівку автоматично, як чинний чемпіон світу